# 295 км (зупинний пункт)
295 кіломе́тр — пасажирський залізничний зупинний пункт Запорізької дирекції Придніпровської залізниці на неелектрифікованій лінії Пологи — Комиш-Зоря між зупинним пунктом 293 км (2 км) та станцією Гусарка (1 км). Розташований в центрі села Воскресенка Пологівського району Запорізької області.

## Пасажирське сполучення
На зупинному пункті 295 км зупиняються поїзди приміського сполучення:
| Рух приміських поїздів по зупинному пункту 295 км |                     |                          |
| №                                                 | Маршрут сполучення  | Періодичність курсування |
| 6859                                              | Комиш-Зоря — Пологи | Щоденно                  |
| 6856                                              | Пологи — Комиш-Зоря | Щоденно                  |
| 6857                                              | Комиш-Зоря — Пологи | Щоденно                  |
| 6860                                              | Пологи — Комиш-Зоря | Щоденно                  |